# Reginald Hill
Reginald Charles Hill (Hartlepool, 3 april 1936 – Cumbria, 12 januari 2012) was een Britse schrijver van misdaadverhalen.

## Leven
Hill werd geboren in Hartlepool, als zoon van de beroepsvoetballer Reg Hill. Toen hij drie jaar was verhuisde zijn familie naar Cumbria, waar hij in Carlisle naar school ging.
Na zijn legerdienst (1955-1957) studeerde hij drie jaar Engels aan St Catherine's College (Oxford) en werd leraar, eerst in Essex en daarna in Doncaster. Hij publiceerde zijn eerste roman, A Clubbable Woman, met als hoofdpersonages Andrew Dalziel en Peter Pascoe van de politie van Yorkshire,  in 1970. Het volgende jaar reeds verscheen de tweede roman in de reeks, An Advancement of Learning. Naast meer dan 20 boeken rond Dalziel & Pascoe schreef hij nog tientallen andere romans en verhalen, waaronder thrillers, historische romans en spookverhalen. Die publiceerde hij zowel onder zijn echte naam als onder verschillende pseudoniemen: Patrick Ruell (naar zijn vrouw Patricia Ruell), Dick Morland en Charles Underhill. Tot 1980 combineerde hij het schrijven met zijn beroep als leraar; daarna leefde hij van zijn pen.
De  BBC maakte van 1996 tot 2007 een televisieserie rond Dalziel and Pascoe, waarvan enkel de eerste jaargangen op de boeken van Hill gebaseerd waren.
In de jaren 1990 begon Hill met een andere, meer humoristische detectivereeks met als centraal personage de privédetective Joe Sixsmith uit Luton, waarvan hij vijf boeken schreef.
Hill werd in 1990 onderscheiden met de Crime Writers' Association's Gold Dagger award voor Bones and Silence. Vijf jaar later ontving hij de Cartier Diamond Dagger lifetime achievement award. In 1991 kreeg hij de Prix du Roman d'Aventures voor Un amour d'enfant, de Franse vertaling van Child's Play.
Reginald Hill leed aan een hersentumor en stierf op 75-jarige leeftijd in januari 2012.